# Ipomoea praematura
Ipomoea praematura är en vindeväxtart som beskrevs av J.E. Eckenwalder. Ipomoea praematura ingår i släktet praktvindor, och familjen vindeväxter. Inga underarter finns listade i Catalogue of Life.